# Stadtmuseum Saalfeld im Franziskanerkloster
Das Stadtmuseum Saalfeld befindet sich im ehemaligen  Saalfelder Franziskanerkloster. Es umfasst den gesamten Gebäudekomplex. Somit ist auch die historische Bausubstanz der ehemaligen Klosteranlage, mit Kreuzgängen und gotischem Dachstuhl, ein Teil der Ausstellung. Die Ausstellungsfläche beträgt insgesamt rund 2700 m².
Das Museum sammelt, bewahrt, erforscht und vermittelt in seinen Ausstellungen Objekte und Informationen zur Saalfelder Stadt- und Regionalgeschichte. Zeitlich reichen die Museumsinhalte von der Besiedelung des Saalfelder Raumes in der Steinzeit, über die Stadtgründung im Mittelalter, bis in die Gegenwart.

## Geschichte des Museums
Bereits Ende des 19. Jahrhunderts setzten sich Teile der Saalfelder Bürgerschaft für ein eigenes Museum ein. Am 31. Januar 1904 wurde das „Städtische Museum Saalfeld“ dann im Ostkreuzgang des ehemaligen Franziskanerklosters auf einer Fläche von 80 m² eröffnet. Das Museum war zunächst als Schausammlung angelegt. Alle erworbenen Gegenstände befanden sich im Ausstellungsraum und wurden den Besuchern gezeigt.
In den 1920er-Jahren vergrößerte sich das Museum entscheidend. Nach Bau- und Rekonstruktionsmaßnahmen standen ab dem Frühjahr 1925 auch der Nord- und Westkreuzgang als museale Nutzflächen bereit. Der Name des Museums wurde am 10. August 1921 zu „Thüringer Heimatmuseum“ geändert. Das inhaltliche Konzept änderte sich hingegen nicht. Die ständige Ausstellung war weiterhin als Schausammlung angelegt. Eine didaktische Präsentation und eine an geschichtlichen Zusammenhängen orientierte Darstellung unterblieben weitgehend.

Nach der Machtübernahme durch die Nationalsozialisten blieb das Museum nicht frei von politischer Einflussnahme. Es sollte zur Verbreitung der NS-Kulturpolitik beitragen. In der Praxis änderte sich allerdings wenig. Zur Umsetzung der ideologischen Vorgaben fehlte das dafür benötigte politisch geschulte Personal. Bis zum Ende des Zweiten Weltkrieges 1945 veränderte sich die Museumsstruktur daher kaum. Aufgrund der Kriegslage wurde das Museum ab Januar 1944 für die Öffentlichkeit geschlossen. 

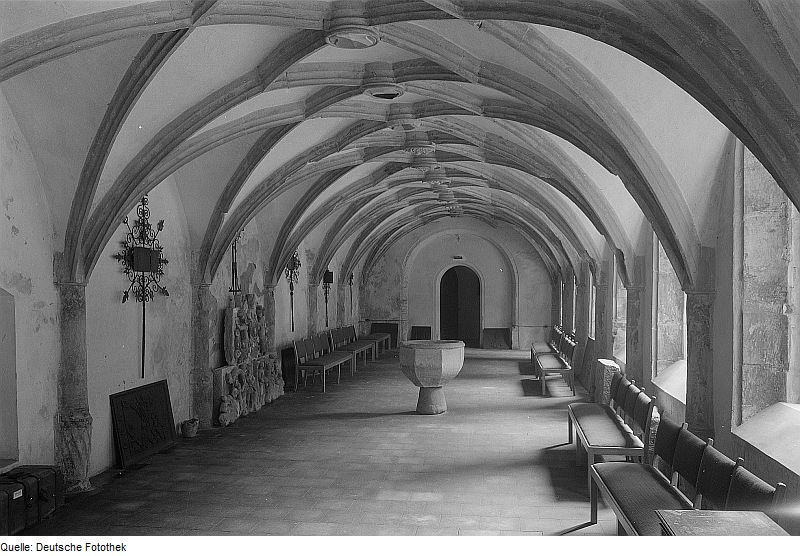
Westkreuzgang zur Zeit um 1963

Am 8. Januar 1950 durfte das Museum – nach vorheriger Genehmigung durch das Thüringer Volksbildungsministerium in Weimar – wieder öffnen. Allerdings entsprach die Ausstellung in den Augen der Staats- und Parteifunktionäre der DDR nicht den Anforderungen der neuen Kulturpolitik. Daher sollte sie im Sinne des historischen Materialismus überarbeitet werden. Die Umgestaltung der ständigen Abteilungen, die den Besuchern ein sozialistisches Geschichtsbild vermitteln sollte, war 1959 abgeschlossen. Fortan nahm die Ausstellung zur örtlichen Arbeiterbewegung mehr als ein Viertel der gesamten Ausstellungsfläche ein, die bis dahin auf 722 m² angewachsen war. Zu Jubiläen der DDR wurden regelmäßig sogenannte „Leistungsschauen“ der volkseigenen Industrie und Wirtschaft gezeigt. Daneben fanden auch „Kreiskunstausstellungen“, z. B. 1979 „Künstler des Kreises Saalfeld stellen sich vor“, und ab 1972 gelegentlich die jährlich stattfindenden „Kreismessen der Meister von Morgen“ (MMM) statt.
Der bauliche Zustand des gesamten Klosterkomplexes, dessen Ostflügel teilweise noch als Wohnanlage genutzt wurde, verschlechterte sich zusehends. Pläne für Restaurierungen und die alleinige Nutzung des ehemaligen Klosters durch das Museum konnten aufgrund der wirtschaftlichen Lage der DDR nicht durchgeführt werden. Erst die Politische Wende 1989/1990 ermöglichte die dringend notwendige Generalsanierung des Gebäudes und Neugestaltung des Museums. Erste Bauarbeiten begannen 1990. Am 13. März 1999 öffnete das Museum – nach Abschluss der Sanierung – erneut und wurde am 22. September 1999 in „Stadtmuseum Saalfeld im ehemaligen Franziskanerkloster“ umbenannt.

## Einrichtungen

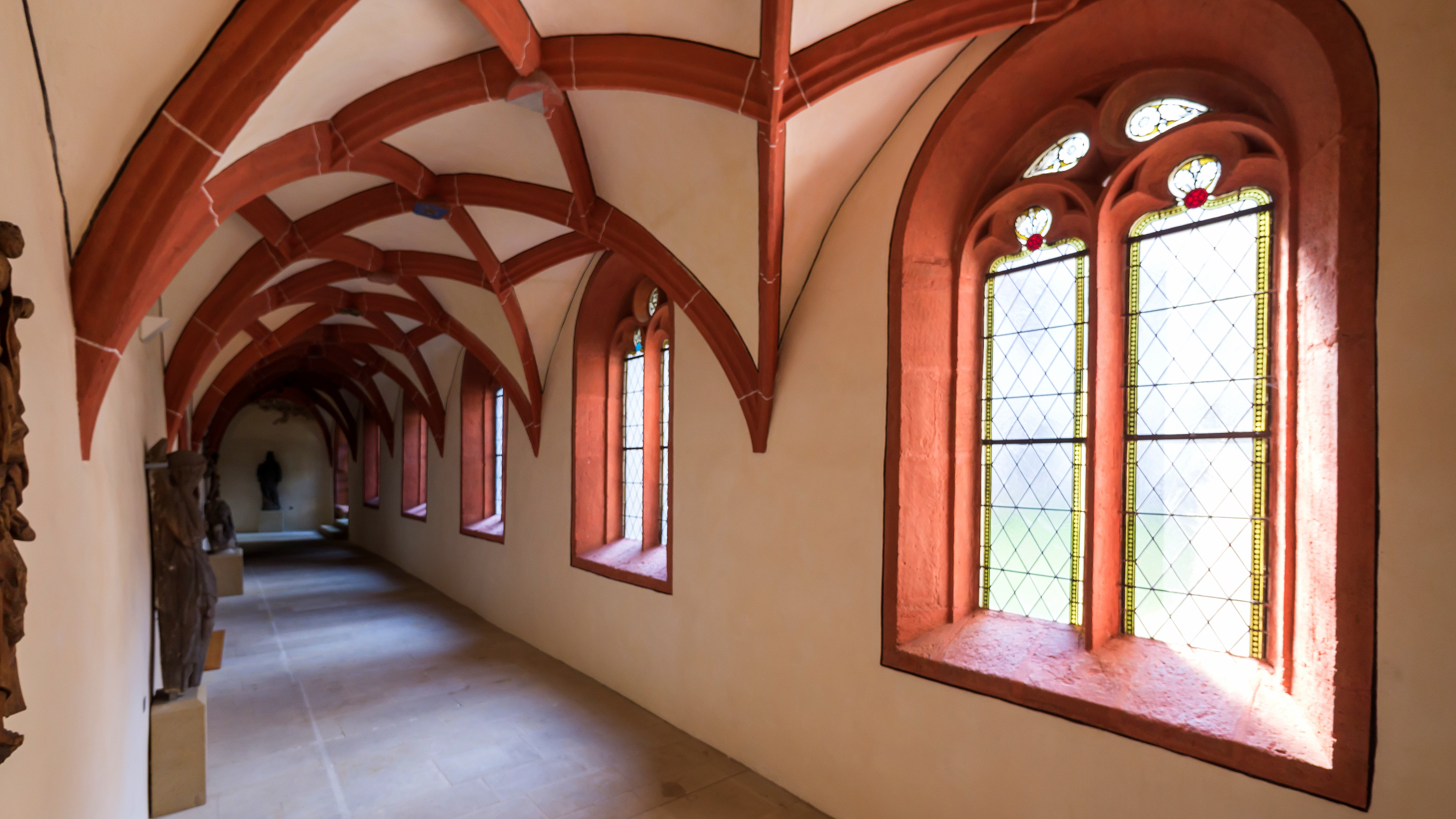
Ostkreuzgang des ehemaligen Franziskanerklosters (um 1500)

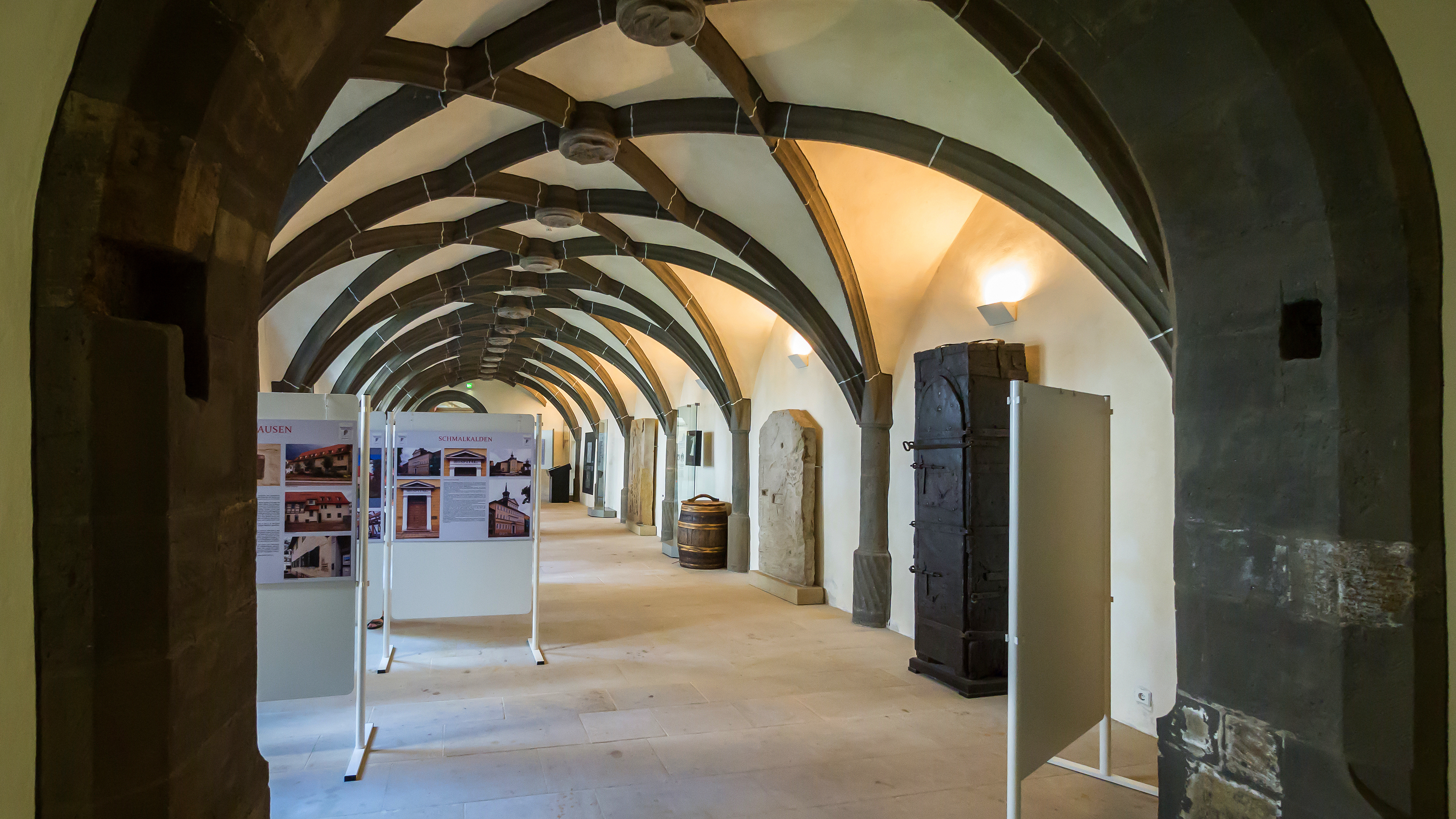
Westkreuzgang des ehemaligen Franziskanerklosters (um 1500)

### Dauerausstellungen
Die Dauerausstellung des Stadtmuseums Saalfeld beinhaltet unterschiedliche Abteilungen.

#### Geschichte des Franziskanerklosters
In den wiederhergestellten mittelalterlichen Klosterräumen und Kreuzgängen im Erdgeschoss wird die Geschichte des Saalfelder Franziskanerklosters beleuchtet, das 1250 gegründet wurde und bis zu seiner Säkularisation 1534 in Saalfeld bestand. Das ehemalige Klostergebäude und die zugehörige Kirche gingen anschließend in landesherrlichen Besitz über und wurden in der Folge unterschiedlich genutzt, unter anderem als Schule, Münzstätte und Malzhaus. Der gotische Dachstuhl aus der Entstehungszeit des Klosters ist erhalten geblieben.

#### Mittelalterliche Schnitzplastik
Das Stadtmuseum Saalfeld sammelt seit seiner Gründung Sakralgegenstände und spätmittelalterliche Bildwerke. 1928 gelangten drei in Saalfeld entstandene spätgotische Flügelaltäre als Leihgaben des Herzoglichen Hauses Sachsen-Meiningen in das Museum: Der Große Marienaltar aus Oberpreilipp, der Kleine Marienaltar aus Obernitz und der Annenaltar aus Oberpreilipp. Alle drei Altäre gingen zwischen 2001 und 2020 in musealen Besitz über. Sie sind als Teil der Dauerausstellung im ehemaligen Kapitelsaal beherbergt.

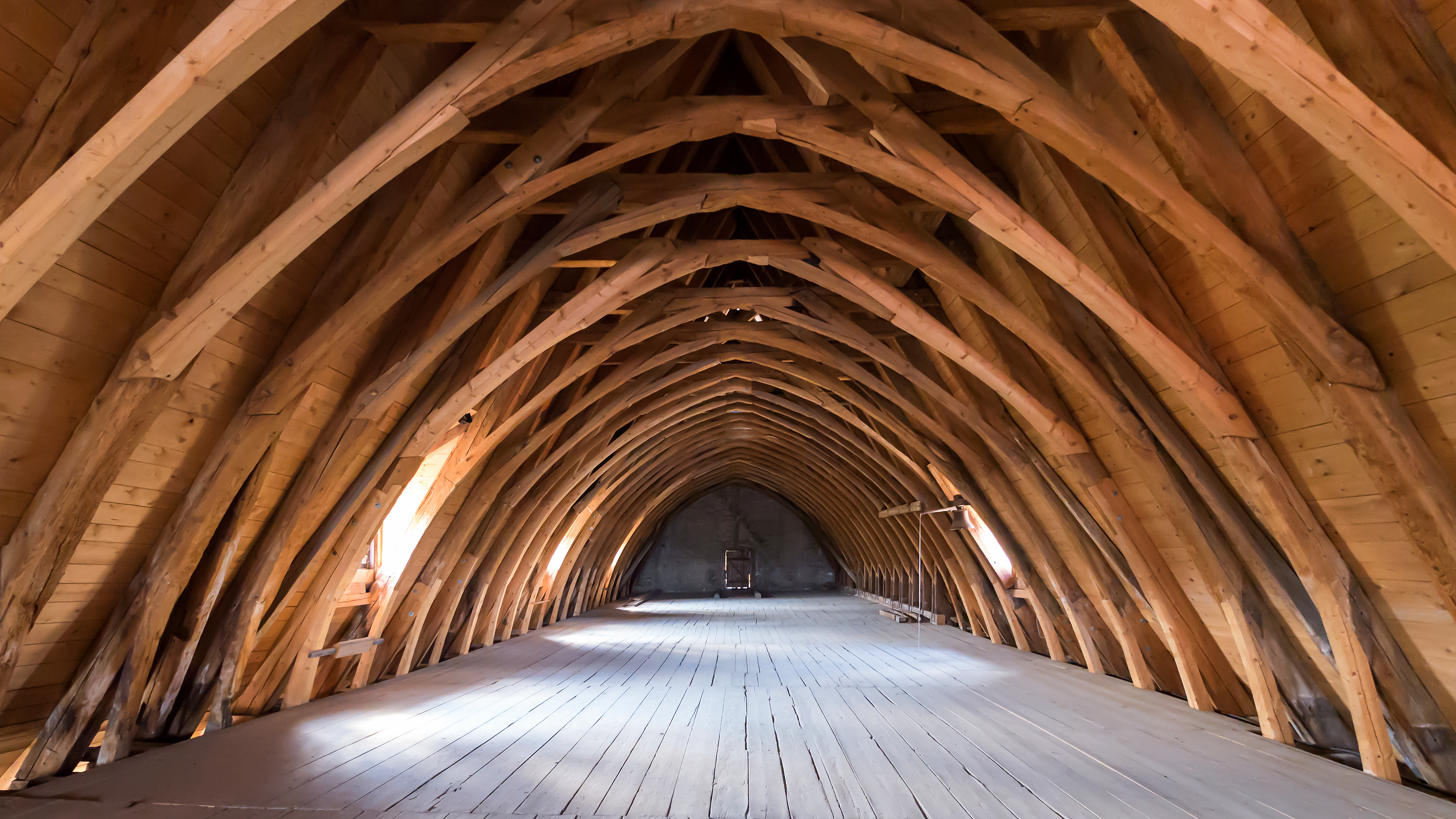
Gotischer Dachstuhl der ehemaligen Klosterkirche (um 1300)

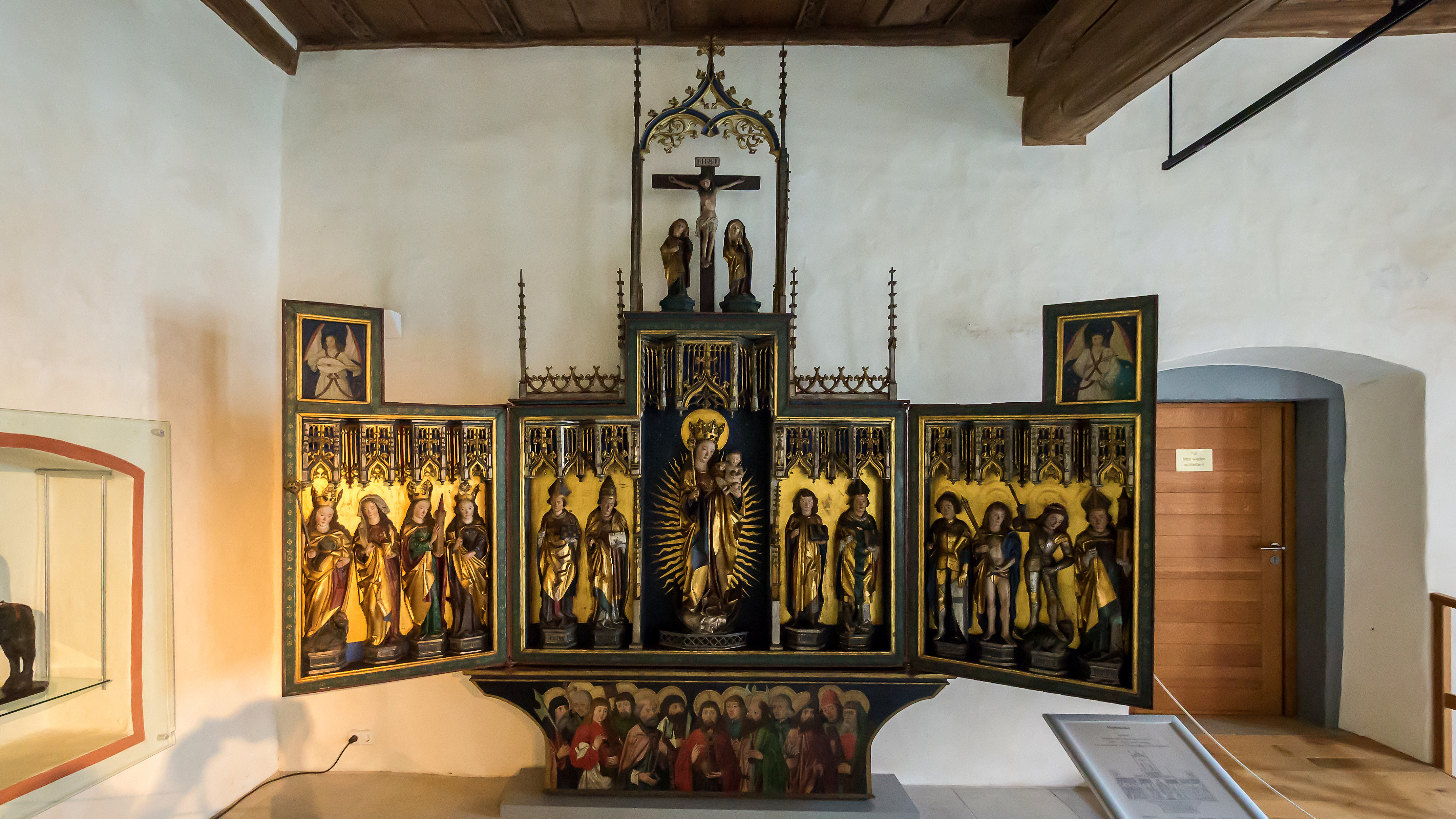
Großer Marienaltar aus Oberpreilipp (1489)
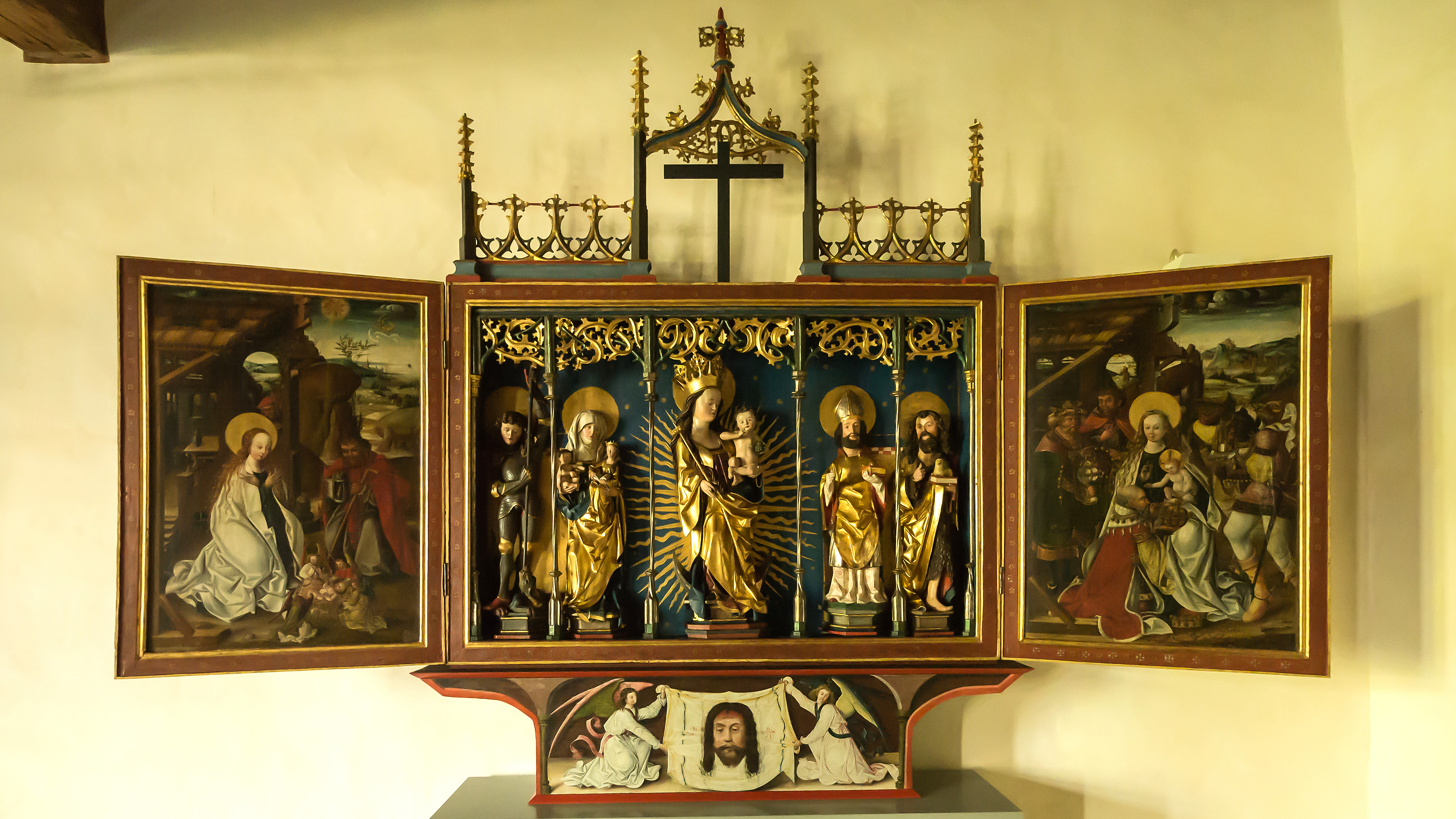
Kleiner Marienaltar aus Obernitz (1505)
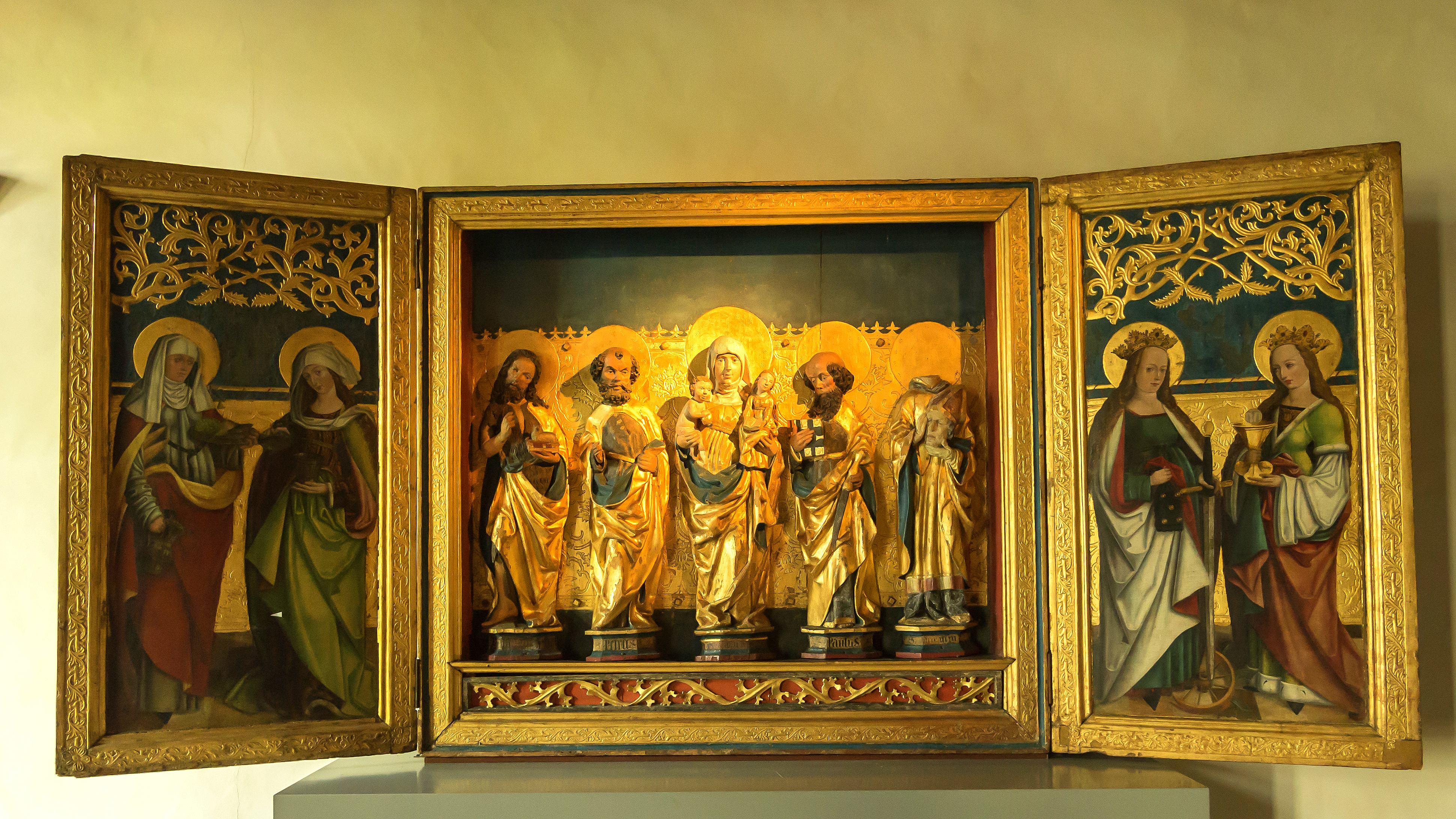
Annenaltar aus Oberpreilipp (1498)

#### Saalfelder Ur-/Frühgeschichte
Die Sammlung zur Saalfelder Ur- und Frühgeschichte beschreibt die Besiedelung des Saalfelder Raumes von der Steinzeit über die Bronzezeit bis zur Hallstatt- und Latènezeit. Die ältesten Spuren des Menschen in der Region um Saalfeld reichen dabei ungefähr 20 000 Jahre zurück. Ab etwa 600 v. Chr. besiedelten Kelten das Gebiet und legten auf dem Gleitsch, einem Ausläufer des Roten Berges oberhalb der Saale, eine befestigte Höhensiedlung (Oppidum) an. Im Ausstellungsraum werden archäologische Funde zu den jeweiligen Epochen gezeigt. Darunter befinden sich unter anderem Schaber und Steinbeile aus der Steinzeit, Urnen und Gefäße aus der Hallstattzeit und Waffen- /Schmuckfunde aus der Latènezeit.

#### Saalfelder Stadtgeschichte
Die Abteilung zur Saalfelder Stadtgeschichte thematisiert die Geschichte und Entwicklung der Stadt und Region Saalfeld vom Frühmittelalter bis ins 20. Jahrhundert. Behandelt werden u. a. folgende Themen:
- Mittelalterlicher Landesausbau der Region durch Adel und Klerus
- Gründung der Stadt Saalfeld
- Städtisches Leben in Saalfeld – Bürgerliche Privilegien
- Saalfeld während der Reformation
- Handwerk und Gewerbe (Mittelalter und Frühe Neuzeit)
- Saalfeld als Residenzstadt
- Schlachtfeld Saalfeld (Dreißigjähriger Krieg, Siebenjähriger Krieg, Napoleonische Kriege)
- Industrialisierung (Schokoladenfabrik Mauxion, Waschmaschinen und Werkzeugmaschinenbau, Maxhütte Unterwellenborn)

Das Stadtmuseum stellt zu diesen Themen eine Vielzahl unterschiedlicher Sammlungsgegenstände aus. Beispielsweise werden gezeigt: Waffen und Rüstungen, Siegel, Gegenstände zur städtischen Gerichtsbarkeit (Richtblock und Richtbeil aus dem 19. Jahrhundert sowie Richtschwert aus dem Spätmittelalter), Historische Bücher, Waagen und Gewichte, Zunftgegenstände, Bodenfunde (Münzen und Waffen) aus dem Dreißigjährigen Krieg.

#### Geologie des Saalfelder Raumes

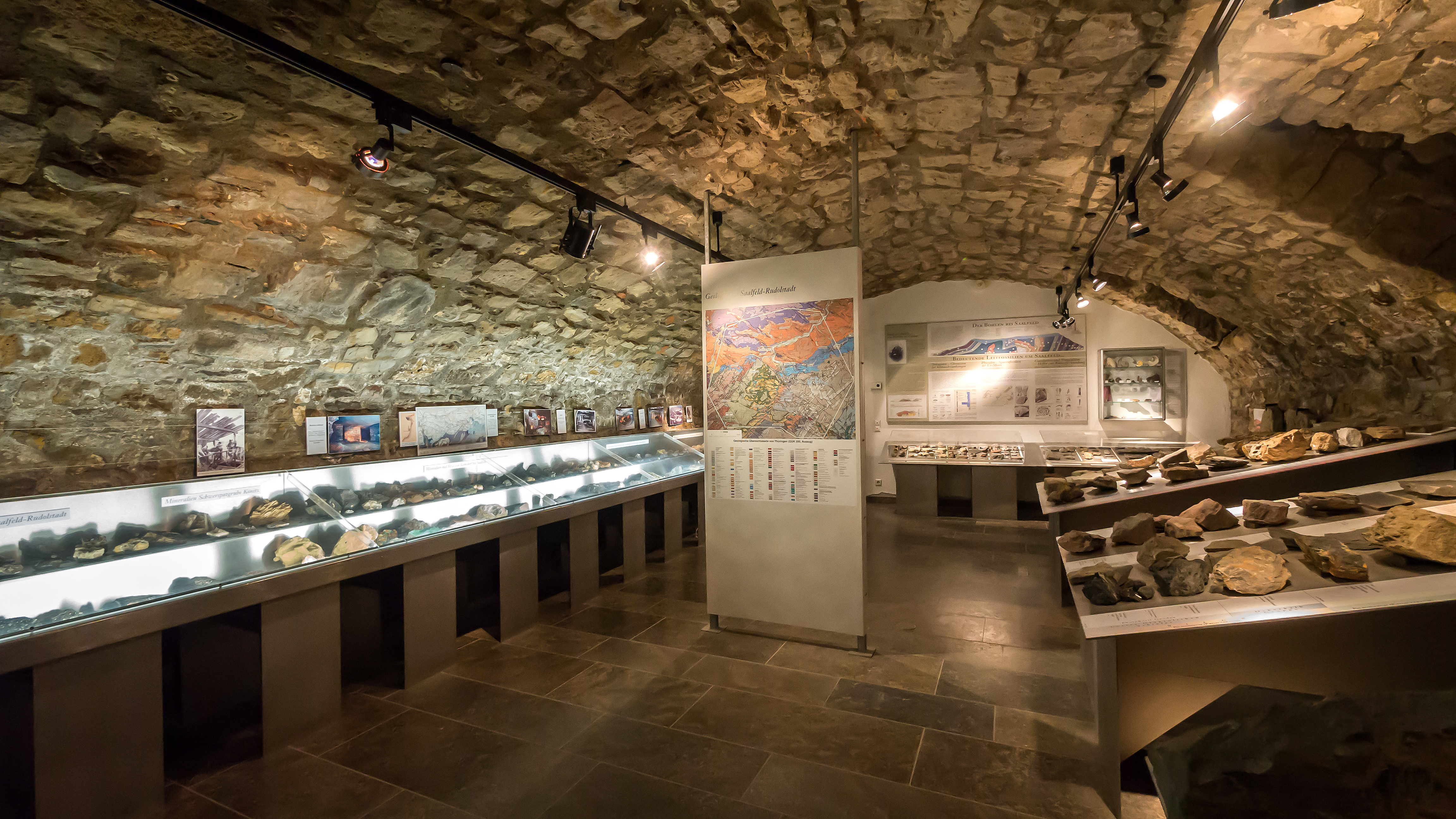
Geologische Sammlung

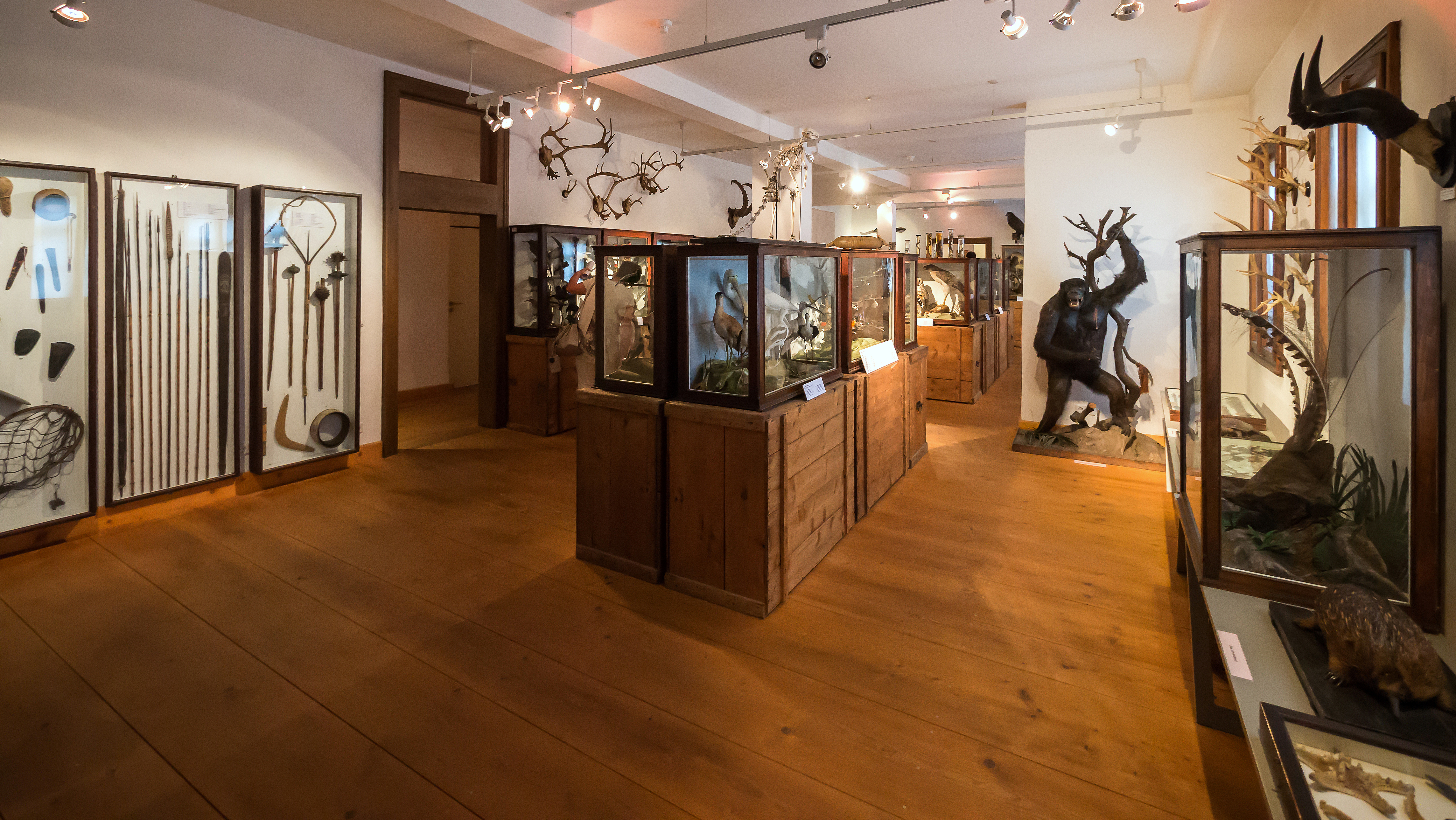
Naturkundliche Sammlung Emil Weiske

In der Geologischen Sammlung werden Sedimentgesteine vom Präkambrium bis zu den Saale-Schottern, magmatische Gesteine, Fossilien, Minerale/Erze und Industrieminerale ausgestellt. Das Stadtmuseum Saalfeld besaß schon zu seiner Eröffnung 1904 verschiedene geologische Zeugnisse und stellte unter anderem Mineralstufen aus. 1908 wurde dem Museum die mineralogische Sammlung von Gottfried Griesmann übergeben. Als Schenkung gelangten 1927 die geologischen und paläontologischen Sammlungen von Hermann Meyer jun. und des Reschwitzer Maurermeisters Karl Wagner ins Museum. Meyer und Wagner waren Amateurgeologen und Gründer des Geologischen Vereins in Saalfeld (1904).

#### Naturkundliche Sammlung Emil Weiske
Die „Naturkundliche Sammlung Emil Weiske“ beinhaltet unterschiedliche Präparate exotischer Tiere und ethnologische Gegenstände, die der deutsche Naturforscher und Sammler Emil Weiske auf seinen Forschungsreisen zusammengetragen hat. Von 1890 bis 1900 bereiste Weiske die USA, Hawaii, Fidschi, Neuseeland, Australien und Neuguinea. 1908 besuchte er Sibirien und die nördliche Mongolei. Seine letzte Reise führte ihn 1911 nach Argentinien, Brasilien und Paraguay.
Emil Weiske stellte erstmals 1903 ein Wandermuseum zusammen und zeigte in diesem seine zoologischen Sammlungsobjekte. Zwar verkaufte er zur Finanzierung seines Lebensunterhalts den Großteil seiner Exponate an Museen, Händler und sonstige Interessierte, doch es verblieb ein ausreichender Bestand in seinem privaten Besitz.
1922 gestaltete Weiske aus seiner Sammlung ein privates Museum in Saalfeld. Diese Bestände gingen 1979 an das Stadtmuseum Saalfeld über, wo sie als „Naturkundliche Sammlung Emil Weiske“ zu sehen sind. Bis heute blieben die originalen Vitrinen mit den dazugehörigen Transportkisten erhalten, die Weiske bereits für seine Wanderausstellung nutzte.

#### Münzkabinett
Das Münzkabinett geht auf die Zeit vor der Gründung des Museums zurück. 1901 erwarb die vorbereitende Museumskommission eine umfangreiche Münzsammlung des Numismatikers Otto F. Müller. Diese enthielt überwiegend sächsische Prägungen aus der Münzstätte Saalfeld. Der Bestand wurde bereits 1904 – als das Stadtmuseum eröffnet wurde – Teil der Ausstellung. Ausgebaut wurde die Sammlung 1926 durch weitere 400 Münzen und Medaillen, vornehmlich Brakteaten aus dem 13. Jahrhundert und sachsen-ernestinische Münzen des 15. bis 18. Jahrhunderts. Die Münzsammlung des Stadtmuseums umfasst rund 2400 Münzen und Medaillen aus der Zeit vom 4. bis zum 21. Jahrhundert. Davon sind etwa 900 Stück in Saalfeld geprägt worden. Die herzogliche Münzstätte in Saalfeld wurde im Westkreuzgang des ehemaligen Franziskanerklosters von 1551 bis 1735 betrieben.

#### Thüringische Volkskunde
Die Abteilung zur Volkskunde deckt folgende Themenbereiche ab:
- Bäuerliches Wohnzimmer und bäuerliche Backstube
- Kultur- und Soziales Leben um 1900
- Schule und schulischer Alltag im ehemaligen Franziskanerkloster
- Thüringer Trachten

Im Bereich der Thüringer Trachten sind Kleidungsstücke, Tücher, Hauben und Schmuck von Thüringer Bauerntrachten zu sehen. Einen Teil dieser Sammlung übernahm das Stadtmuseum Saalfeld 1926 vom Stadtmuseum Jena. Der damalige Saalfelder Museumsleiter – Valentin Hopf – besaß zudem eine freundschaftliche Verbindung zur bedeutenden Thüringer Heimatforscherin Luise Gerbing. Auf diese Weise wurde auch ein Teil ihrer Trachtensammlung erworben und dem Saalfelder Bestand hinzugefügt.

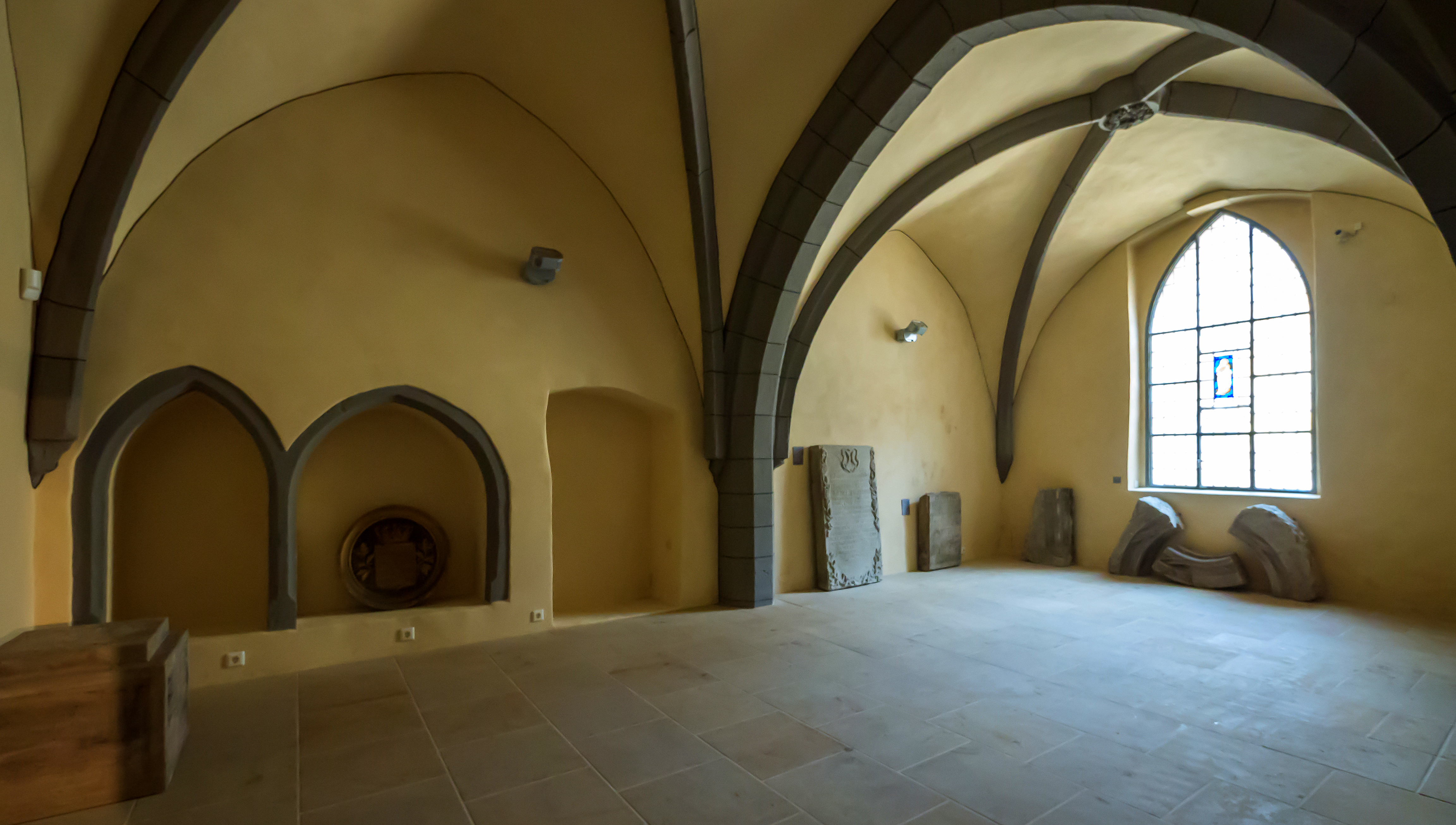
„Untere Kapelle“ (13. Jh.)

#### Lapidarium
Das Lapidarium des Stadtmuseums Saalfeld beinhaltet Wappensteine, Gedenksteine, Sockel, Portal-Gewände und Teile von Gewölberippen. Es befindet sich heute in der sogenannten Unteren Kapelle. Dieser Kapellenbau war die Sakristei der ehemaligen Klosterkirche und stammt aus der Erbauungszeit des Klosters.

#### Galerie Saalfelder Künstler
Die Galerie Saalfelder Künstler präsentiert Werke zeitgenössischer Künstler aus Saalfeld und Umgebung.

### Wechsel- und Sonderausstellungen (Auswahl)
Jährlich finden mehrere wechselnde Sonderausstellungen statt. Das Stadtmuseum Saalfeld bearbeitet dabei besonders Themen zur Saalfelder Kunst- und Kulturgeschichte.
- „Ein süßes Jahrhundert – 100 Jahre Saalfelder Schokoladenwerk“ (2001)
- „Kunstsammlung Maxhütte – Malerei und Grafik“ (2002)
- „Zu Salvelt geslagen – 2000 Jahre Saalfelder Geldgeschichte“ (2002)
- „Saalfeld 1949–1989. Bilder aus der DDR“ (2002)
- „Start an der Saale: Der Flugplatz in Schwarza 1925–31“ (2003)
- „Max Schamberger: Frontskizzen“ (2003)
- „Händler, Wirte, Kunden. Saalfelder Geschäftsleben im vorigen Jahrhundert“ (2003)
- „Horst Sakulowski – Handzeichnungen, Malerei, Plastik“ (2003)
- „Mit reiner Weste – Waschmaschinen aus Saalfeld 1888–1969“ (2003)
- „Die ersten 100 Jahre – Das Stadtmuseum Saalfeld hat Geburtstag“ (2004)
- „Herzöge in Saalfeld. Eine Residenzgründung mit Folgen 1676–1745“ (2004)
- „100 Jahre Bildende Kunst in Saalfeld“ (2004)
- „Restaurants, Hotels und Kneipen im alten Saalfeld“ (2004)
- „7 Tage im April – Das Kriegsende 1945 in Saalfeld“ (2005)
- „Es lebe das Neue! – Saalfeld in der Weimarer Republik“ (2006)
- „Tafel, Griffel, Rutenstock – Schulgeschichte in Saalfeld“ (2006)
- „Heldentod und Mahnung – Gefallenendenkmale im Kreis Saalfeld 1806–2006“ (2006)
- „Im Herzen der Stadt – Geschichte(n) vom Saalfelder Markt“ (2007)
- „Civitas Salevelt – Sonderausstellung zum Jubiläum 800 Jahre Saalfelder Stadtrecht“(2008)
- „Wir sind das Volk! – Die Friedliche Revolution in Saalfeld“ (2009)
- „Saalfeld geht Baden – 100 Jahre Flussbad. 60 Jahre Freibad. 30 Jahre Schwimmhalle“ (2009)
- „Die Reformation in Saalfeld: Caspar Aquila – Wegbegleiter Martin Luthers“ (2010)
- „Die Preußen kommen. Saalfeld im Siebenjährigen Krieg“ (2011)
- „Fotosammlung und Tagebücher des Forschungsreisenden Emil Weiske“ (2012)
- „Fundstücke: Kriegskinder – Lebenswege bis heute“ (2013)
- „In manchen Familien wird Not einkehren – Saalfeld und der Erste Weltkrieg 1914–18“ (2014)
- „Saalfelder auf Reisen – Ernst Hüther, Emil Weiske, Georg Wegener und andere unterwegs“ (2015)
- „Von Saalfeld nach Windsor: Johann Ernst, Herzog zu Sachsen-Saalfeld, und Europas Königshäuser.“ (2016)
- „Leben sucht das Kind… – Kindheit in Saalfeld 1870 bis 1980“ (2017)
- „Feuer, Feuer! – Stadtbrände und Feuerwehr in Saalfeld“ (2017)
- „Raus aus dem Korsett! – Saalfelder Frauenalltag von der Kaiserzeit bis 1945“ (2018)
- „Zeitsprünge – Saalfeld gestern und heute.“ (2019)
- „Halt – hier Grenze! – Der 'Eiserne Vorhang' im Raum Ludwigstadt-Probstzella 1945–1990“ (2020)
- „Vereine in Saalfeld. 100 Jahre Bilder & Geschichten“ (2021)

### Bibliothek

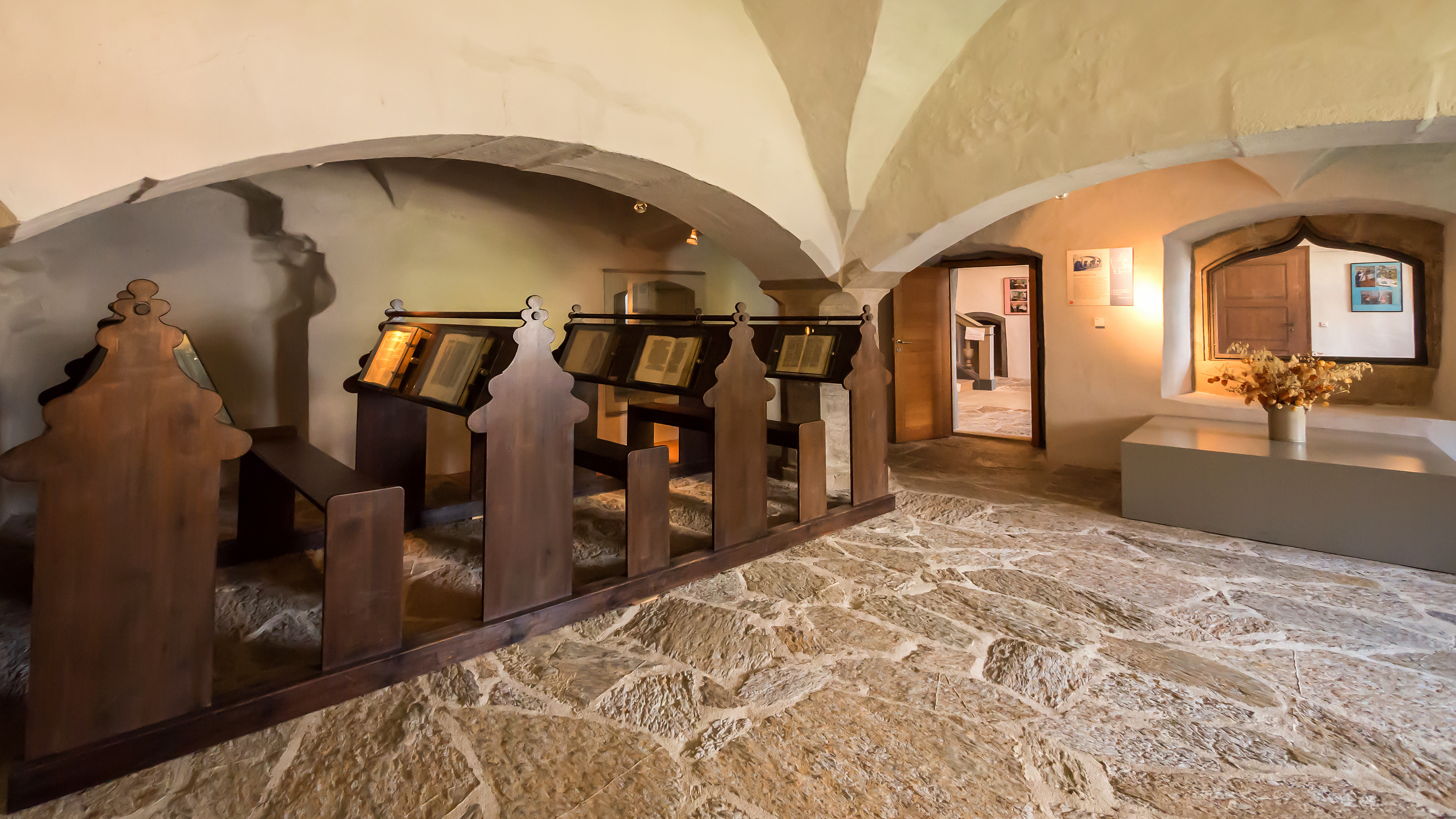
Inkunabeln und Kettenbücher in der Klosterküche des ehemaligen Franziskanerklosters

Das Stadtmuseum Saalfeld besitzt sowohl historische Buchbestände als auch eine wissenschaftliche Fachbibliothek. Wertvollster Teil ist der ehemalige Buchbestand des Franziskanerklosters.
Der Gesamtbestand umfasst ca. 10.000 Bände. Zum historischen Buchbestand (16.–19. Jahrhundert) zählen ungefähr 1800 Bände. Hinzu kommen außerdem 17 Bände Inkunabeln aus der Zeit von 1477 bis 1496. Einige Inkunabeln und Kettenbücher sind in der ehemaligen Klosterküche als Teil der Dauerausstellung zu sehen. Wertvollster Teil des historischen Bestandes sind die Bücher des einstigen Franziskanerkonvents, die über die Jahrhunderte hinweg an Ort und Stelle bewahrt wurden. Dazu kommen die Bücher der früheren Saalfelder Lateinschule (später Lyzeum und Realgymnasium), die nach der Reformation in den vormaligen Klostergebäuden untergebracht war.
Die wissenschaftliche Spezial- und Museumsbibliothek des Stadtmuseums Saalfeld ist eine Präsenzbibliothek. Nach Voranmeldung steht sie – im Rahmen der Öffnungszeiten des Museums – auch für Forschungsvorhaben zur Verfügung. Sie beinhaltet Literatur zur Saalfelder Geschichte, zum Herzogtum Sachsen-Coburg-Saalfeld bzw. Sachsen-Meiningen, zur Regionalgeschichte Thüringens und Sachsens und zur Region Orlasenke. Dazu kommen wissenschaftliche Werke zu verschiedenen Fachdisziplinen, beispielsweise Kunst- und Kulturgeschichte, Volkskunde, Museums- und Archivwesen sowie Historische Hilfswissenschaften.

### Bildarchiv
Das Stadtmuseum besitzt ein umfangreiches Bildarchiv. Das Archivgut stammt beispielsweise aus privaten Spenden und Schenkungen oder Nachlässen von Fotografen und Firmen. Das Material hat im Regelfall einen direkten Bezug zu Saalfeld, zeigt bekannte Persönlichkeiten, Orte, Firmen und Gebäude oder verdeutlicht, wie das gesellschaftliche Leben früherer Zeiten in Saalfeld und der Region aussah.

## Leitung/Direktoren
Ehrenamtliche Leitung
- Hermann Wittmann, Januar–März 1904
- Valentin Hopf, 1904–1905
- Otto Hänßl, 1905–1908
- Alfred Scheler, 1910–1920
- Valentin Hopf, 1920–1941
- Hermann Meyer jun., 1941–1942
- Albert Oeler, 1942–1943

Hauptamtliche Leitung
- Albert Oeler, 1943–1956
- Gisela Brödel, verh. Kurze, 1956–1960
- Gerhard Werner, 1960–2000
- Dirk Henning, seit 2001[20]

## Publikationsreihen
- Saalfelder Weihnachtsbüchlein: Beiträge zur Saalfelder Geschichte / Stadtmuseum im Franziskanerkloster. Stadtmuseum Saalfeld im Franziskanerkloster, Saalfeld von 1854–1940 und seit 1991, DNB 015333108
- Saalfelder Museumsreihe. Stadtmuseum Saalfeld im Franziskanerkloster, Saalfeld seit 1966 (unregelmäßig), DNB 015312046